# Porumbelul (constelație)
Porumbelul (în latină Columba) este o mică constelație australă care a fost creată în secolul al XVI-lea.

## Descriere și localizare

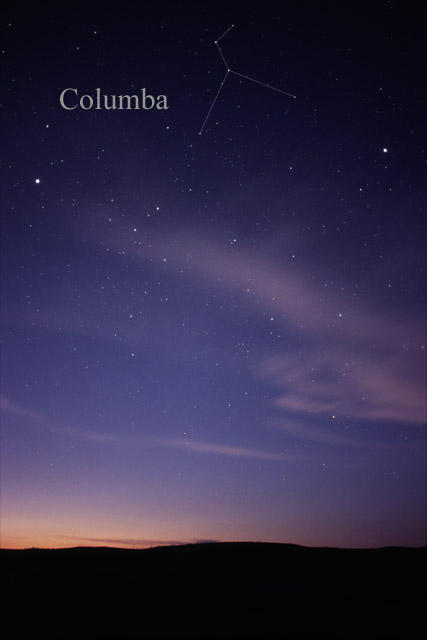
Constelația Porumbelul văzută cu ochiul liber. Pentru identificarea mai ușoară au fost trasate linii între stele.

Porumbelul este o constelație greu observabilă situată chiar la sud de Câinele Mare și Iepurele. Cea mai luminoasă stea a ei, Alpha Columbae având o magnitudine de numai 2,7m. În Porumbelul se află antiapexul sistemului nostru solar. Soarele împreună cu întreg sistemul solar se îndepărtează - în raport cu stelele învecinate - cu 20 km/s de acest punct.